# François Contat
François Contat (La Roche-sur-Foron, 6 augustus 1819 - Monthey, 17 maart 1908) was een Zwitsers onderwijzer, tekenaar en glasblazer.

## Biografie

### Afkomst en opleiding
François Contat was een zoon van Jean-Thomas Contat, een kristalslijper. Hij was gehuwd met Henriette de Torrenté uit Sion en was de vader van vicekanselier Antoine Contat, Armand Contat en Julie Contat en schoonvader van psychiater Paul Repond. Hij liep school aan het college van Brig en aan het lyceum van Annecy.

### Carrière
In 1841 trok Contat naar Marseille. Van 1843 tot 1846 was hij actief als tekenleraar en leraar moderne talen in Odessa. In 1851 nam hij de glasblazerij van zijn vader over, de eerste glasblazerij van Monthey die in 1861 de Verrerie de la Gare werd. De zaak werd in 1907 overgenomen door zijn zoon Armand en zou in 1933 definitief de deuren sluiten. Met zijn liberale gedachtegoed en zijn talent als polemist, tekenaar een karikaturist nam hij ook deel aan het politieke leven.